# Constellation Place
Constellation Place (англ.) — 35-этажный, 150-метровый небоскрёб в Лос-Анджелесе, Калифорния. Здесь располагаются штаб-квартиры Houlihan Lokey, ICM Partners и International Lease Finance Corporation (ILFC).
Некогда здесь размещалась штаб-квартира корпорации Metro-Goldwyn-Mayer (MGM), которая 19 августа 2011 года переехала в Беверли-Хиллз, Калифорния.

## История
Здание Constellation Place строилось с 2001 по 2003 годы. Это первый небоскрёб в Лос-Анджелесе, построенный в XXI веке; он занимает 26-е место по высоте. Здание было спроектировано компанией «Johnson Fain Partners» и имеет площадь офисных помещений класса «A» в 65.000 м².
До 19 августа 2011 года штаб-квартира компании находилась в башне MGM, в районе Сенчери-Сити, Лос-Анджелес. Во время проектирования здания компания MGM согласилась стать ведущим арендатором. В 2000 году MGM объявила, что она перемещает свою штаб-квартиру в недавно построенное здание в Сенчери-Сити. Здание было открыто в 2003 году.
В 2010 году MGM объявила, что планирует перенести свою штаб-квартиру в Беверли-Хиллз, штат Калифорния, в связи с необходимостью погашения долга почти в 5 миллиардов долларов. Срок аренды в Сенчери Сити должен истечь в 2018 году. Роджер Винсент и Клаудиа Эллер из Los Angeles Times сказали, что ежемесячная арендная плата у MGM будет намного ниже в здании в Беверли-Хиллз, чем в башне MGM. Ларри Козмонт, консультант по недвижимости, не участвовавший в этом процессе, заявил: «Для них это является разумным шагом. Сокращение и переезд в место, которое остаётся по-прежнему заметным, но не чрезмерно показным и обременяющим расходами, имеет фундаментальное значение для их выживания».

## Оснащение
Штаб-квартира ILFC располагается на двух верхних этажах здания, в которых, по данным 2007 года, работало 170 сотрудников. В офисе CEO есть рабочий камин.
Алекс Йемениджян, бывший председатель и исполнительный директор MGM, разработал дизайн офисных площадей. Винсент и Эллер заявили, что «Йемениджян не жалел средств на создание роскошного помещения с мраморными колоннами и грандиозной винтовой лестницей в стиле Лас-Вегаса, декорированной наградами».
Архитектор Скотт Джонсон спроектировал нижнюю треть башни так, чтобы получились очень просторные этажи и руководство MGM могло иметь балконы вне офиса. Мрамор, используемый в помещениях MGM, был импортирован из Италии. MGM получила отдельный частный гараж, контрольно-пропускной пункт и выделенный лифт. Таким образом, знаменитости, которые посещают комплекс, могут войти и выйти из здания, не появляясь на публике. В башне имелось три звуконепроницаемых помещения. В одном из них располагался театр на сто мест на первом этаже. По состоянию на декабрь 2010 года, театром управляла компания «ICM Partners». В фойе на 14-м этаже располагались апартаменты руководителей и стена с выставленными статуэтками Оскара. Улица, ведущая к гаражу здания, была переименована в MGM-драйв. В верхней части здания был размещён большой логотип MGM. В декабре 2010 года MGM арендовала площадь в 200.000 кв. футов (19.000 м²) в башне MGM, с оплатой ежемесячной аренды около 5 долларов за квадратный фут.
По состоянию на 2012 год, Constellation Place был первым небоскрёбом в Лос-Анджелесе, который использовал солнечные батареи в качестве источника энергии. Две энергетические установки «Bloom» могут генерировать до 400 кВт⋅ч энергии, что обеспечит одну треть электроэнергии, используемой для питания здания.